# أوكنية
الأوكنية (الاسم العلمي: Ochnaceae) هي فصيلة من النباتات تتبع رتبة الملبيغيات من طائفة ثنائيات الفلقة.

## التصنيف
- الأوكناوات
  - الأوكناوية
    - الأوكنة